# Diplogaster longisetosus
Diplogaster longisetosus is een rondwormensoort uit de familie van de Diplogasteridae. De wetenschappelijke naam van de soort is voor het eerst geldig gepubliceerd in 1946 door Paesler.